# Espécie pouco preocupante
Uma espécie pouco preocupante (LC, Least-Concern), é uma espécie que foi classificada pela União Internacional para a Conservação da Natureza (IUCN) como avaliada como não sendo um foco de conservação de espécies porque a espécie específica ainda é abundante na natureza. Eles não se qualificam como ameaçados, quase ameaçados ou (antes de 2001) dependentes da conservação.
As espécies não podem ser classificadas na categoria "Pouco preocupante" a menos que tenham seu status populacional avaliado. Ou seja, informações adequadas são necessárias para fazer uma avaliação direta ou indireta de seu risco de extinção com base em sua distribuição ou status populacional.

## Avaliação
Desde 2001 a categoria tem a abreviatura "LC", seguindo as Categorias e Critérios da IUCN 2001 (versão 3.1). Antes de 2001, "menor preocupação" era uma subcategoria da categoria " Risco inferior " e recebia o código "LR/lc" ou lc. Cerca de 20% dos táxons menos preocupantes (3261 de 15.636) no banco de dados da IUCN ainda usam o código "LR/lc", o que indica que eles não foram reavaliados desde 2000.

## Número de espécies
Embora "menor preocupação" não seja considerada uma categoria listada em vermelho pela IUCN, a Lista Vermelha da IUCN de 2006 ainda atribui a categoria a 15 636 táxons. O número de espécies animais listadas nesta categoria totaliza 14 033 (que inclui várias espécies não descritas, como uma rã do gênero Philautus). Existem também 101 subespécies de animais listadas e 1 500 táxons de plantas (1 410 espécies, 55 subespécies e 35 variedades). Nenhum fungo ou protista tem a classificação, embora apenas quatro espécies nesses reinos tenham sido avaliadas pela IUCN. Os seres humanos foram formalmente avaliados como uma espécie de menor preocupação em 2008.